# کوشچینگتسه
کوشچینگتسه (به لهستانی:  Kuścińce) یک روستا در لهستان است که در گمینا کوژنگتسا واقع شده‌است.